# مؤكسد

رمز التحذير من المواد المؤكسدة

المؤكسِد (يسمى أيضاً العامل المؤكسِد أو مادة مؤكسِدة) يمكن أن يعرف بشكل عام أنه مركب كيميائي قادر على منح ذرة أكسجين أو أكثر. وبشكل كيميائي أدق، المادة المؤكسِدة هي المادة التي تكتسب إلكترون أو أكثر في تفاعلات الأكسدة-اختزال.

## تفاعل أكسدة
مثال على تفاعل الأكسدة تكوّن أكسيد الحديد iron(III) oxide:
4Fe + 3O2 → 2Fe2O3
في هذا التفاعل نجد أن الحديد له عدد أكسدة 0 قبل التفاعل وله عدد أكسدة 3+ بعد التفاعل . وبالنسبة إلى الأكسجين كان عدد الأكسدة له 0 قبل التفاعل وانخفض عدد أكسدته إلى 2− بعد التفاعل .
يمكن اعتبار تلك التغيرات كنصفي تفاعل يجريان في نفس الوقت:
1. نصف تفاعل أكسدة: Fe0 → Fe3+ + 3e−
2. نصف تفاعل اختزال: O2 + 4e− → 2 O2−

تأكسد الحديد Fe حيث زاد عدد أكسدته ، وعمل كعامل اختزال حيث أعطى إلكترونات إلى الأكسجين .
في نفس الوقت اختـُزل الأكسجين حيث أن عدد أكسدته انخفض، وهو المؤكسد بسبب اكتسابه إلكترونات من الحديد .

## أمثلة
ثنائي فلوريد الأكسجين و الفلور ذاته هما من أشد المواد المؤكسدة بعد ثنائي فلوريد الكريبتون . ومن ضمنها أيضا بيروكسيد الهيدروجين H2O2 ، و الأنيونات المحتوية على الأكسجين مثل البرمنجنات -MnO4 .
كما يمكن أن تكون أيونات فلزات مثل أيونات السيريوم Ce4+, أو من الفلزات النبيلة مثل أيونات الفضة، وأيونات النحاس . كذلك تنتمي إلى المواد المؤكسدة البرومات BrO3−،
أو من العناصر مثل الأكسجين ، و الكبريت والفلور والكلور والبروم واليود.

## مواد تبييض وتعقيم
- تستخدم المواد المؤكسدة لتبييض الورق أثناء صناعة الورق وكذلك يستخدم لتنظيف الملابس .
- كذلك تستخدم مواد مؤكسدة للتطهير والتعقيم
- من تلك المواد:
- الأوزون O3 و بيروكسيد الهيدروجين (H2O2) وحمض البيراسيتيك CH3CO3 H – تستخدم كمواد تبييض على أساس مفعول الأكسجين;
- المواد NaOCl و Javel water و KOCl أو الكلور كغاز أو في محلول مائي - يستخدم للتبييض على أساس مفعول الكلور،
- يستخدم اليود للتعقيم .

ملحوظة : طريقة استخدام الكلور له عوارض بيئية ضارة وله رائحة غير مستحبة . كما أن تأثير الأوزون على الإنسان ضار للتنفس.

## اقرأ أيضا
- تفاعلات أكسدة-اختزال
- معايرة برومات
- معايرة المنجنيز
- معايرة
- اختزال
- غاز مختزل
- تفاعل كيميائي
- تفاعل ناشر للحرارة
- توازن كيميائي
- قطب زجاجي